# Главна железничка станица у Сарајеву
Главна железничка станица је железничка станица у Сарајеву, смештена у северозападном делу града, око 3 километра од центра града у близини Маријиних двора.

## Зграда
Зграда има полукружни тлоцрт и кров је покривена хиперболичним параболоидним структурама. Испред ње се налази пространи отворени простор и трамвајска станица. Трг испред станице је назван по жртвама масакра у Сребреници. Колосек улази у станицу са запада, а затим скреће ка северу, након неколико стотина метара железничка пруга се завршава од демонтаже ускотрачне пруге до Увца близу границе са Србијом 1978.

## Историја
Железничка станица је изграђена 1882. за ускотрачну железницу, док је Босна била под аустроугарском влашћу.  У близини, даље западно од града, налазила се главна железничка станица за целу Босну, где је у време свог постојања било запослено хиљаду људи.
У септембру 1941 транспорт сарајевских Јевреја је отпремљен одатле по решењу усташке управе. Јевреји су превезени у вагонима за стоку у логор за премештање у Травнику. После Другог светског рата, одлучено је да се стара станица оштећена у рату замени новом функционалистичком зградом коју су пројектовали чехословачки архитекти предвођени Бедржихом Хацаром. 
Пројектанти и већина техничког особља напуштају Сарајево, а Министарство грађевина тадашње НР Босне и Херцеговине наставило је изградњу. Пројектом руководи помоћник министра, архитекта Јахиел Финци, уз помоћ колега Мухамеда Кадића и Емануела Шаманека, те инжењера Богдана Стојкова и Лоренца Ајхбергера.
Са ратним заробљеницима, који су учествовали у изградњи станице као радници, постигнут је споразум да ће наставити радове без сталног техничког надзора, а заузврат су им побољшани услови живота и дато је обећање да ће бити пуштени чим се изградња заврши.  У своје време, то је био један од ретких пројеката у граду који није био под утицајем социјалистичког реализма.  Међутим, због политичких превирања у чехословачко-југословенским односима, нису могли да заврше свој посао. Коначно, хрватски архитекта Богдан Стојков завршио је нову полазну салу. Разлога за изградњу нове железничке станице било је више; пруга до Сарајева је обновљена на стандардни колосек од 1435 мм, очекивали су се дужи возови и не би било могуће да их опслужују. Свечани завршетак изградње станице одржан је 1953. 
Станица је електрифицирана 1967. године, као део раног програма електрификације уведеног у Босни до 1969. Железничка пруга Сарајево–Плоче обезбеђује везу са јадранском обалом. Одликује се тим што је прва земља у бившој Југославији електрификована наизменичном струјом од 25 kV, након чега су следиле Хрватска и Србија (обе земље су увеле електричне возове 1970.).
1971. оригинална историјска зграда станице је напуштена и срушена. Железничка опрема је оштећена између 1992. и 1995., али је коначно обновљена крајем 1990-их. Данас је једна од препознатљивих атракција града. 
Комисија за очување националних споменика је на седници одржаној 2016. прогласила Железничку станицу (са тргом испред) националним спомеником Босне и Херцеговине. 

## Линије
Станица се налази на раскрсници две најважније железничке пруге у Босни и Херцеговини. Железничка пруга Сарајево–Плоче преко Коњица, Мостара и Чапљине је електрификована, једноколосечна главна национална транспортна рута на дуге релације, која је развијена за 70 км/с (ЖФБХ) или 100 км/с (ХЖ) и део је паневропског коридора Е73. У Сарајеву, путнички саобраћај на велике удаљености пребачен је на такође електрификовану и делимично двоколосечну железничку пругу преко Зенице до Добоја, којом се може путовати брзином до 70 км/с. И путнички и теретни возови саобраћају на ове две руте према Шамцу и Плочама. Деоницом Сарајево-Шамац управљају ЖФБХ и ЖРС. С друге стране, железничку пругу Сарајево–Плоче деле акционарско друштво у власништву Федерације и Хрватских државних железница.

## Услуге
2009. након скоро 18 година, железнички саобраћај је поново успостављен између Сарајева и Београда.   Цена карте од 31 евро за око 500 км до Босне и Херцеговине било је мање од трошкова вожње у децембру 2009.  
У јуну 2023. возови су поново почели са саобраћајем на прузи Сарајево-Плоче. 

## Галерија
- Поглед са Аваз Твист торња
- Знак у нивоу перона, са називом на босанском/ хрватском и српском језику.
- Сала за резервације 2019.
- ЖФБХ 441.906
- ЖФБХ ЕМУ
- Платформе
- Чехословачки трамвај Татра К2
- Бечки трамвај типа Е